# Macrosiphum martini
Macrosiphum martini är en insektsart. Macrosiphum martini ingår i släktet Macrosiphum och familjen långrörsbladlöss. Inga underarter finns listade i Catalogue of Life.